# Max Pirkis
Max William R. Pirkis (* 6. Januar 1989 in London) ist ein britischer Filmschauspieler.

## Leben
Der Sohn eines Brokers und einer Verlegerin trat zunächst im Schultheater auf, ehe Regisseur Peter Weir auf ihn aufmerksam wurde und ihn 2003 für den Film Master & Commander – Bis ans Ende der Welt an der Seite von Russell Crowe besetzte. Für seine Darstellung des Midshipman Blakeney in Master and Commander wurde er 2004 mit dem Young Artist Award ausgezeichnet. 2005 stand er für die zwölfteilige Serie Rom vor der Kamera, in der er die historische Persönlichkeit Octavian verkörpert, den späteren Augustus.
Von 2004 bis 2007 besuchte Pirkis das Eton College und wechselte anschließend an die Universität Cambridge, an der er ab Oktober 2007 am St Catharine’s College Theologie studierte. Im Februar 2016 wurde Pirkis zum Leiter für Akquise und Vertrieb bei Embankment Films ernannt.
Privat spielt er Cricket und Fußball sowie Violine und Saxophon.

## Filmografie
- 2003: Master & Commander – Bis ans Ende der Welt (Master & Commander: The Far Side of the World)
- 2005: Rom (Rome)
- 2014: The Quiet Ones
- 2014: Fliegende Herzen (Flying Home)